# A sárkány szeme (film, 2012)
A sárkány szeme (eredeti cím: Dragon Eyes) 2012-ben bemutatott amerikai harcművészeti akciófilm, melyet John Hyams rendezett. A főbb szerepekben Jean-Claude Van Damme, Peter Weller és Cung Le látható. A film Van Damme és Hyams második közös együttműködése volt a Tökéletes katona 3. – Egy új kezdet (2009) után.
A történet szerint New Orleansben egy rejtélyes férfi egyesíteni akar két háborúskodó bandát a törvény korrupt emberei ellen, akik régóta kihasználják őket.

## Cselekmény
Szent Jude tér szomszédságában a félelem és kétségbeesés uralkodik. A párbajozó helyi bandák, Dash és Antuan vezetésével, terrorizálják az utcákat, nem hagynak semmi reményt a lakóknak. Hirtelen felbukkan egy titokzatos idegen, Ryan Hong (Cung Le). Becsatlakozik a csatába, azáltal, hogy fellép mind a két banda ellen, akiket később ezáltal majd egyesíteni akar. A férfi páratlan harcművészeti képességekkel rendelkezik, amiket nagyszerű mentorától, Tiano-tól (Van Damme) tanult. Már kezdi irányítás alá venni a közösséget, amikor Hong összeütközik Mr. V-vel, a város könyörtelen és korrupt rendőrfőnökével. Először Mr. V-t lenyűgözik Hong képességei, de hamar ráébred, hogy ez veszélyeztetheti az ő uralmát. Elérkezik a végső csata, amiben a félelemmel és korrupcióval aláásott Mr. V és Hong küzd meg egymással. Hong célja, hogy a Szent Jude teret egy jobb hellyé tegye az emberek számára.

## Szereplők
| Szerep              | Színész               | Magyar hang         |
| ------------------- | --------------------- | ------------------- |
| Mr. Ryan Hong       | Cung Le               | Csőre Gábor         |
| Jean-Louis Tiano    | Jean-Claude Van Damme | Mihályi Győző       |
| Mr. V               | Peter Weller          | Koncz István        |
| Rosanna             | Crystal Mantecon      | Bálizs Anett        |
| George nagyapa      | Danny Mora            | Csuha Lajos         |
| Feldman őrmester    | Kris van Varenberg    | Stern Dániel        |
| Dash                | Luis Da Silva         | Varga Gábor         |
| Fizzari rendőrtiszt | Dan Henderson         | Petridisz Hrisztosz |
| Lord                | Trevor Prangley       | Hegedüs Miklós      |

### Magyar változat
- Főcím: Endrédi Máté
- Magyar szöveg: Bajnok Gábor
- Hangmérnök és vágó: Takács György
- Gyártásvezető: Lajtai Erzsébet
- Szinkronrendező: Zákányi Balázs
- Produkciós vezető: Jávor Barbara

A szinkront a Masterfilm Digital Kft. készítette el.